# Gotham Knights
Gotham Knights (укр. Лицарі Ґотема) — відеогра в жанрі рольового бойовика, розроблена WB Games Montréal і видана Warner Bros. Interactive Entertainment. Вона була випущена у жовтні 2022 року для Microsoft Windows,  PlayStation 5, і Xbox Series X. Сюжет гри обертається навколо чотирьох протагоністів, Бетґерл, Найтвінґа, Червоного Ковпака і Робіна, які борються з насильством та беззаконням в Ґотемі після смерті Бетмена.

## Ігровий процес
Gotham Knights є відеогрою в жанрі рольового бойовика, дії якої відбуваються у відкритому світі Ґотема. У грі присутній як однокористувацький, так і кооперативний режим для двох гравців, в якому другий гравець може заходити і виходити в будь-який час, не перериваючи іншого. Кожний персонаж має свій унікальний бойовий стиль і здібності; наприклад, Робін може переміщуватися в різні локації міста через супутник Ліги справедливості. Гравці можуть підвищувати рівень своїх персонажів, але рівень ворогів також буде підвищуватися автоматично. Вони також мають змогу використовувати бетцикл, щоб досліджувати місто.

## Синопсис

### Персонажі
У грі представлені чотири ігрових персонажа: Бетґерл (Америка Янг), Найтвінґ (Крістофер Шон), Червоний Ковпак (Стівен Оуонґ) і Робін (Слоан Морган Зігель). Серед другорядних персонажів — Альфред Пенніворт (Гілдарт Джексон), колишній дворецький Брюса Вейна, і капітан поліції Рене Монтойя, одна з небагатьох чесних поліцейських, які залишилися в місті. Під час гри, герої стикаються з різними суперлиходіями, включаючи Містера Фріза, і таємним злочинним угрупуванням Суд Сов та їхніми поплічниками.

### Сетинґ
Через деякий час після смерті Бетмена, в Ґотемі спостерігається зростання злочинності і беззаконня, тоді як в департаменті поліції процвітає корупція, адже комісар Джеймса Ґордона також загинув. Отримавши попередньо записане повідомлення від Бетмена, його колишні протеже — Бетґерл, Найтвінґ, Червоний Ковпак і Робін — намагаються відновити справедливість в Ґотемі, і не допустити його занурення в хаос.

## Розробка
У грудні 2018 року, Валері Везіна, помічник продюсера у WB Games Montréal, опублікувала фотографію футболки з принтом, схожим на логотип злочинного угрупування Суд Сов з коміксів про Бетмена, натякнувши, що студія працює над новою грою. У наступні місяці, студія оприлюднила додаткові відсилання до гри, приділяючи основну увагу Суду Сов. Прем'єра першого трейлера гри відбулася на комік-коні DC FanDome 22 серпня 2020 року, де також були представлені логотип та ігровий процес. Незважаючи на попередню роботу WB Games Montréal по розробці Batman: Arkham Origins і той факт, що в Gotham Knights є багато персонажів з серії Batman: Arkham, нова гра є оригінальною історією, окремою від цих ігор.

## Випуск
Gotham Knights була випущена у жовтні 2022 року для Microsoft Windows, PlayStation 5 і Xbox Series X.